# Costarainera
Costarainera – miejscowość i gmina we Włoszech, w regionie Liguria, w prowincji Imperia.
Według danych na rok 2004 gminę zamieszkiwały 724 osoby, gęstość zaludnienia wynosiła 362 os./km².